# Anticrates electropis
Anticrates electropis là một loài bướm đêm thuộc họ Lacturidae. Nó được tìm thấy ở Nam Phi.